# ماهر عثمان
ماهر إسماعيل عثمان لاعب كرة قدم سعودي في خط الوسط من مواليد مدينة مكة في 8 يناير 1991 .

## مسيرة اللاعب
كانت بداياته مع نادي الوحدة و في مطلع عام 2016 انتقل إلى النادي الأهلي و أعير إلى نادي الطائي في صيف 2018 و وقع مع نادي الباطن في عام 2019 و في صيف 2020 تم ايقافه اربع سنوات بسبب تناول المنشطات .

## روابط خارجية
- ماهر عثمان على موقع قاعدة بيانات كرة القدم.إي يو (الإنجليزية)
- ماهر عثمان على موقع Soccerway.com (الإنجليزية)
- ماهر عثمان على موقع كووورة